# Међународни дан ватрогасаца
Међународни дан ватрогасаца обележава се 4. маја у свету, на дан Светог Флоријана, заштитника ватрогасаца. 

## Историја
Међународни дан ватрогасаца успостављен је због смрти пет ватрогасаца у трагичним околностима у бурној ватри у Аустралији. Tрагични догађај уздрмао је заједницу Линтона, Аустралија и свет 2. децембра 1998. Ватрогасци у Линтону, око 150 км западно од града Мелбурна, у држави Викторија, Аустралија, борили су се са великим пожарима и позвали помоћ. Овај хитни позив довео је ватрогасце из широког подручја, укључујући добровољце из ватрогасне бригаде Гелонг Вест на место догађаја. Они нису знали за трагедију која се догодила. Послати су да помогну у гашењу пламена. Док су њих петорица кренула из ватре да напуне свој танкер водом, дошло је до нагле промене ветра, захвативши камион пламеном и убивши свих пет чланова. 
Посао ватрогасаца опасан је и захтеван, али надасве људски и пожртвован посао. У многим опасним ситуацијама ватрогасци спасавају људске животе, интервенишу у пожарима, потресима, поплавама, саобраћајним незгодама, излажући своје животе опасностима.
У Хрватској се месец мај обележава и као месец заштите од пожара.

## Свети Флоријан
Празник Светог Флоријана, свеца којем се хришћански народ кроз векове молио за помоћ против ватре, потопа и других непогода, слави се у католичкој цркви 4. маја. 
Поштовање Св. Флоријана је раширено по Аустрији, Баварској, а и по нашим крајевима. Датум је изабран за Међународни дан ватрогасаца који је повезан са празником Светог Флоријана (заштитника свих ватрогасаца). Свети Флоријан је био први познати командант једне ватрогасне јединице у Римском царству. Изгубио је живот, као и колеге, због заштите истих хуманих идеја које ватрогасци широм света деле и данас.
Ватрогасци у већини европских земаља свој дан славе 4. маја као Дан ватрогасне службе. Овај датум је у свету познат и као Дан Светог Флоријана и традиција је у Европи већ више од 150 година.

## Дан заштите од пожара
У Србији се Дан Ватрогасно-спасилачких служби обележава 7. новембра у знак сећања на тај датум 1834. године, када је министар унутрашњих послова Ђорђе Протић, испуњавајући налог кнеза Милоша Обреновића сачинио и потписао Уредбу о гашењу пожара која представља основу за развој правне регулативе у тој области.